# BL 6英寸26英担榴弹炮
6英寸26英担后膛装填式榴弹炮是一种英军于两次世界大战期间装备的榴弹炮。“26英担”所指的是火炮炮管和发射机构的质量总计为26英担（约1.3吨）。

## 装备历史

### 第一次世界大战期间

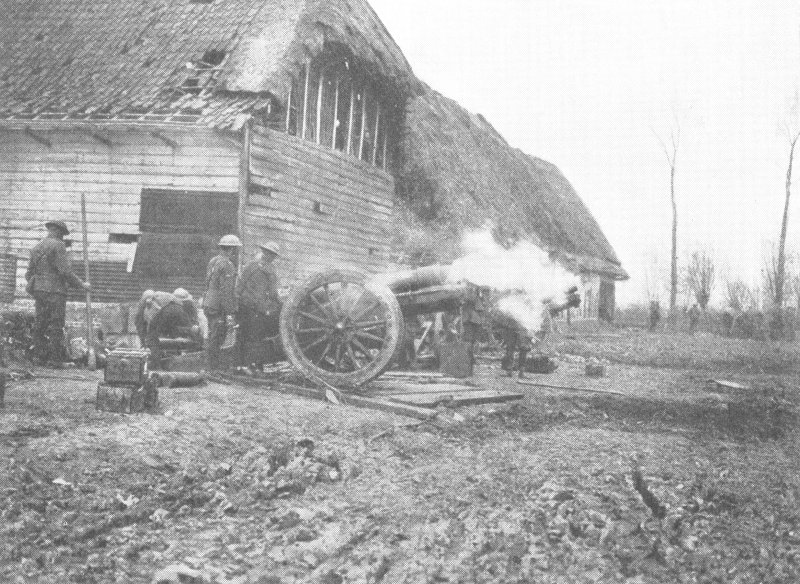
正在开火的炮组，摄于第一次世界大战期间

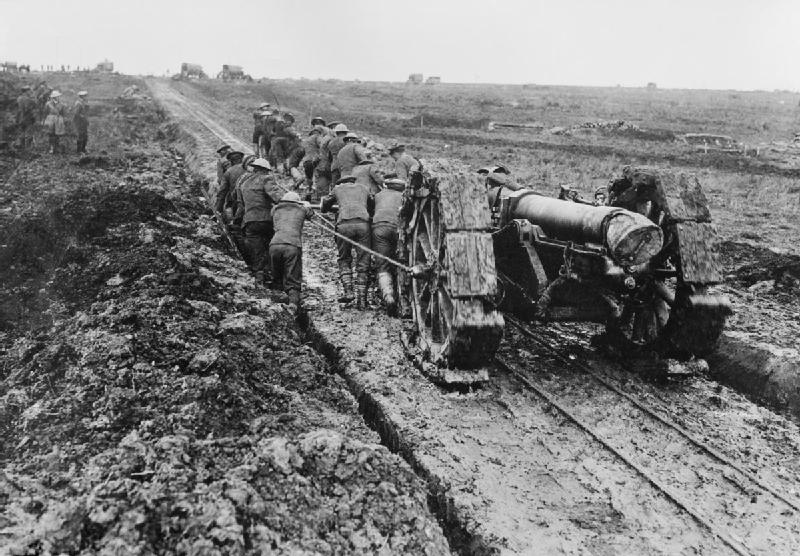
泥泞中拖曳前行的火炮, 摄于索姆河，1916年9月

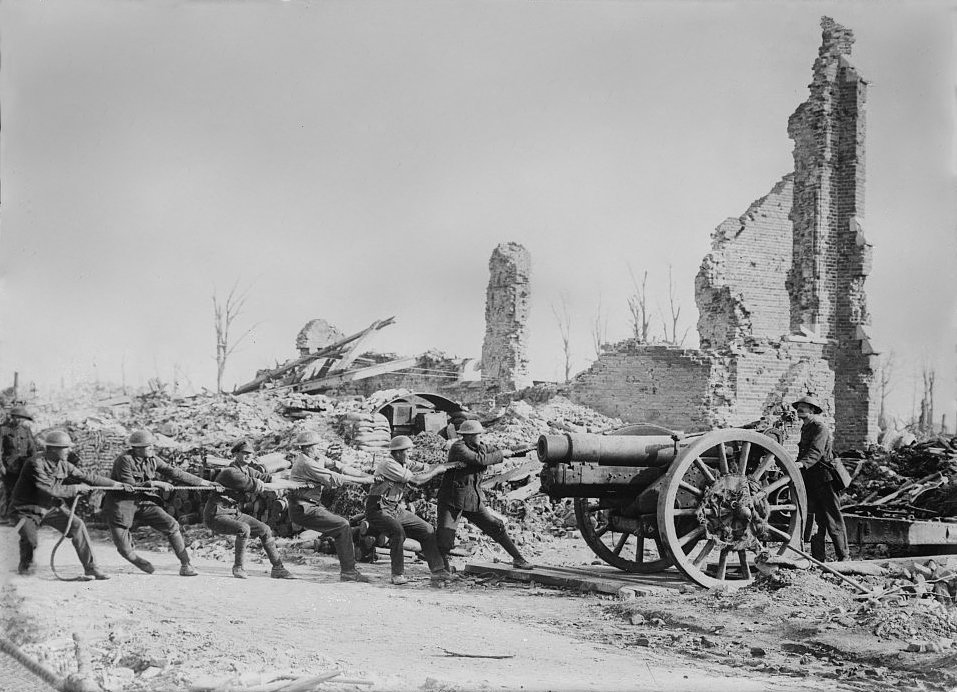
布辛格附近正在转移的火炮，摄于朗格马克战役期间，1917年8月

该型火炮研发的目的在于替换当时已经被德制15cm重型野战榴弹炮13型超越的6英寸25英担榴弹炮和6英寸30英担榴弹炮。其研发始于1915年1月，原型于1915年7月30日交付，量产型于年底列装军队。该型火炮将火力、射程和机动性集于一身，是英帝国军队在第一次世界大战期间最为倚重的火炮。
这种火炮最初由骡马拖曳，但是在1916年逐渐改由FWD3吨卡车进行牵引。其木质牵引轮可在外包以“覆板”以在泥泞中进行机动。随着战争的进行，在铁制轮毂外包橡胶的轮胎也为军方所采用。该型火炮在西线总计发射了约2240万发炮弹。

### 第二次世界大战期间

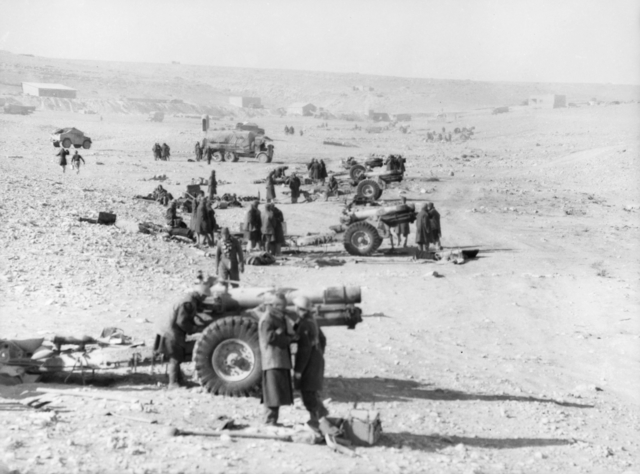
托布鲁克战役期间的英联邦炮兵，摄于1941年1月23日

英军在战间期对炮架作出了改进：木轮被替换成了钢制轮毂和充气轮胎。在第二次世界大战期间，该型火炮虽在1942年被5.5英寸后膛装填中型榴弹炮取代，但还是在缅甸战场焕发第二春。该型火炮于1945年彻底退出现役。
德国方面对其俘获的该型火炮的装备编号为FH-412(e)。

## 现存展品
- 皇家炮兵博物馆 （页面存档备份，存于）
- 陆军纪念博物馆 （页面存档备份，存于）
- 皇家澳大利亚炮兵博物馆
- 战争博物馆
- 南非：有6门该型火炮与第一次世界大战结束后交付南非并被用于构筑纪念碑，这些纪念碑由南非重炮协会设计、修建并养护以纪念牺牲在战争中的同袍。

## 在第一次世界大战期间使用的炮弹
该型火炮的标准炮弹重达100磅。另有一种射程更长，重达86磅的炮弹于1918年11月列装部队，但是没能在战争中得到使用。

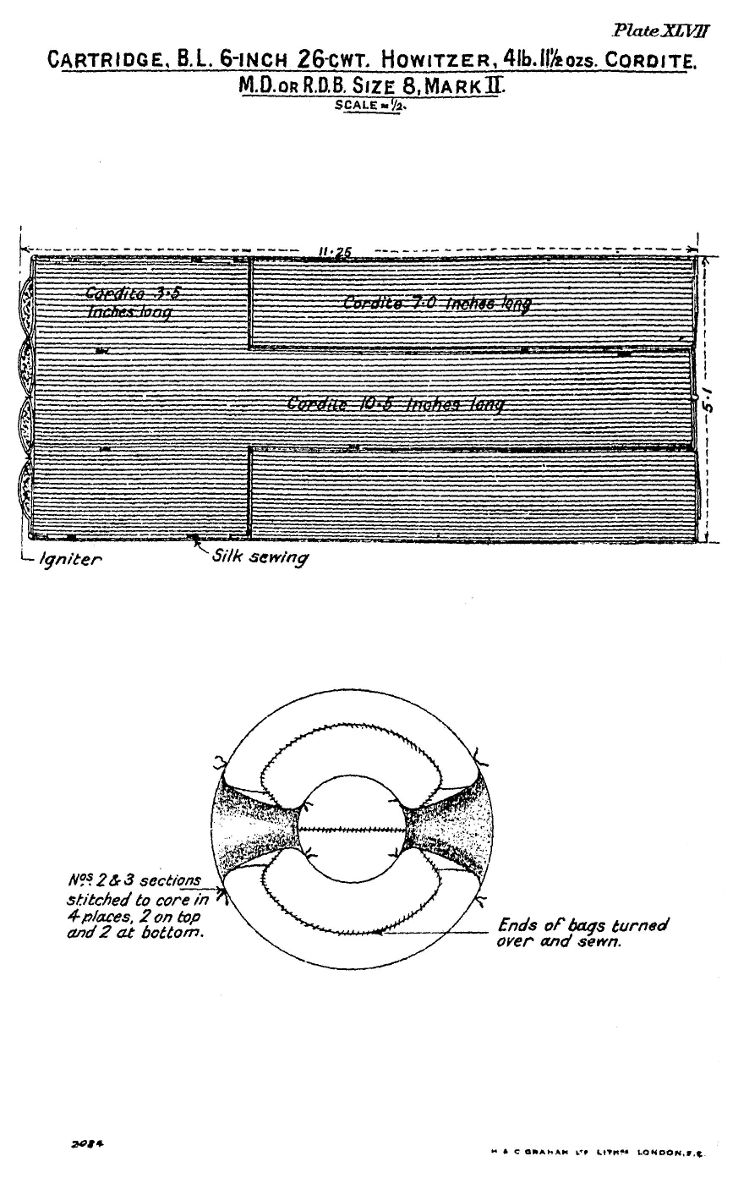
4磅11½盎司无烟发射药
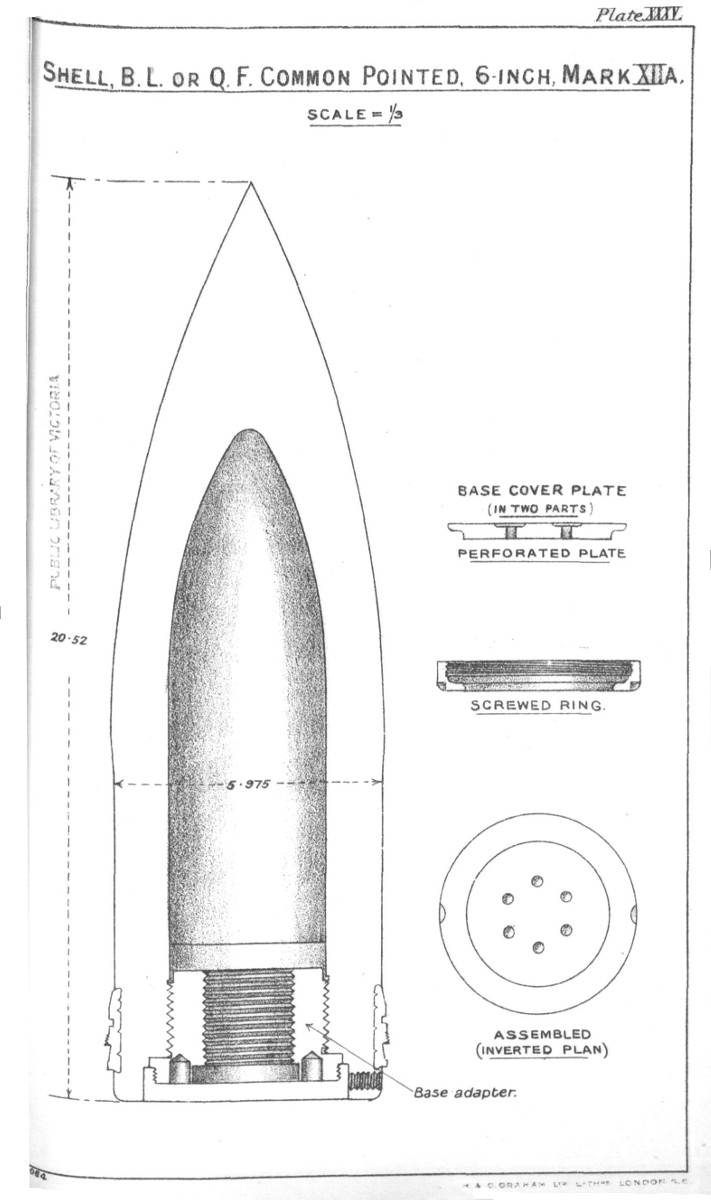
100磅尖头爆破弹Mark XIIA
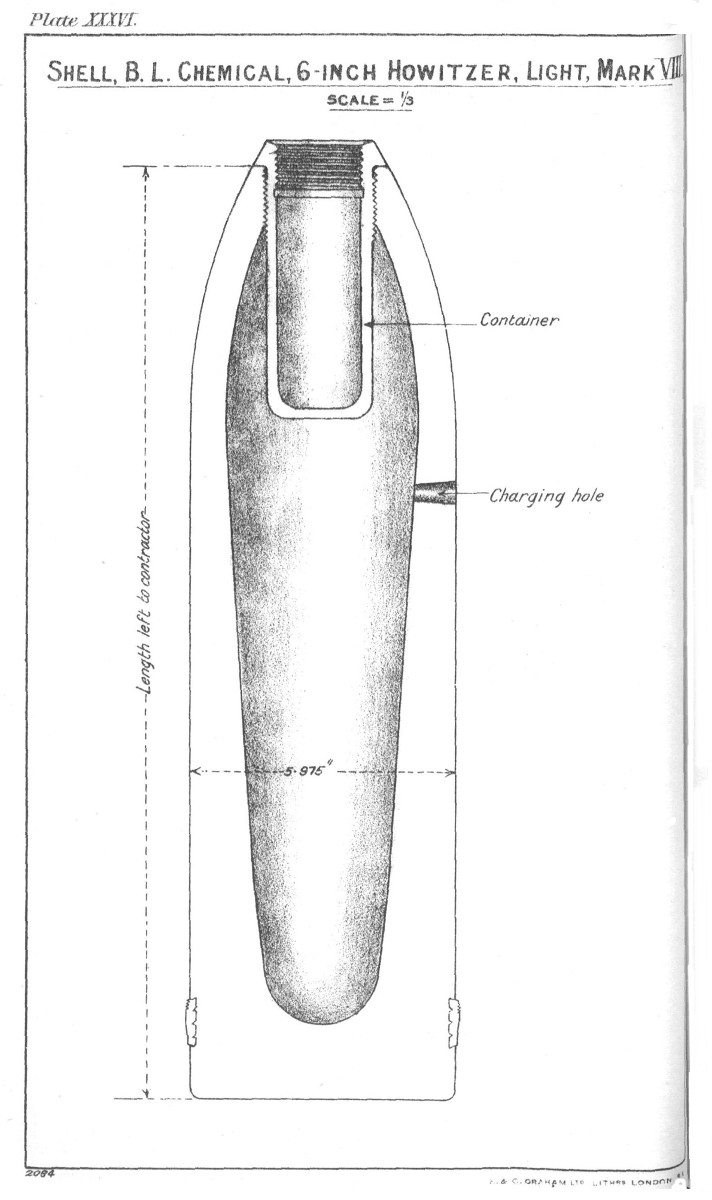
100磅化学炮弹Mark VIII
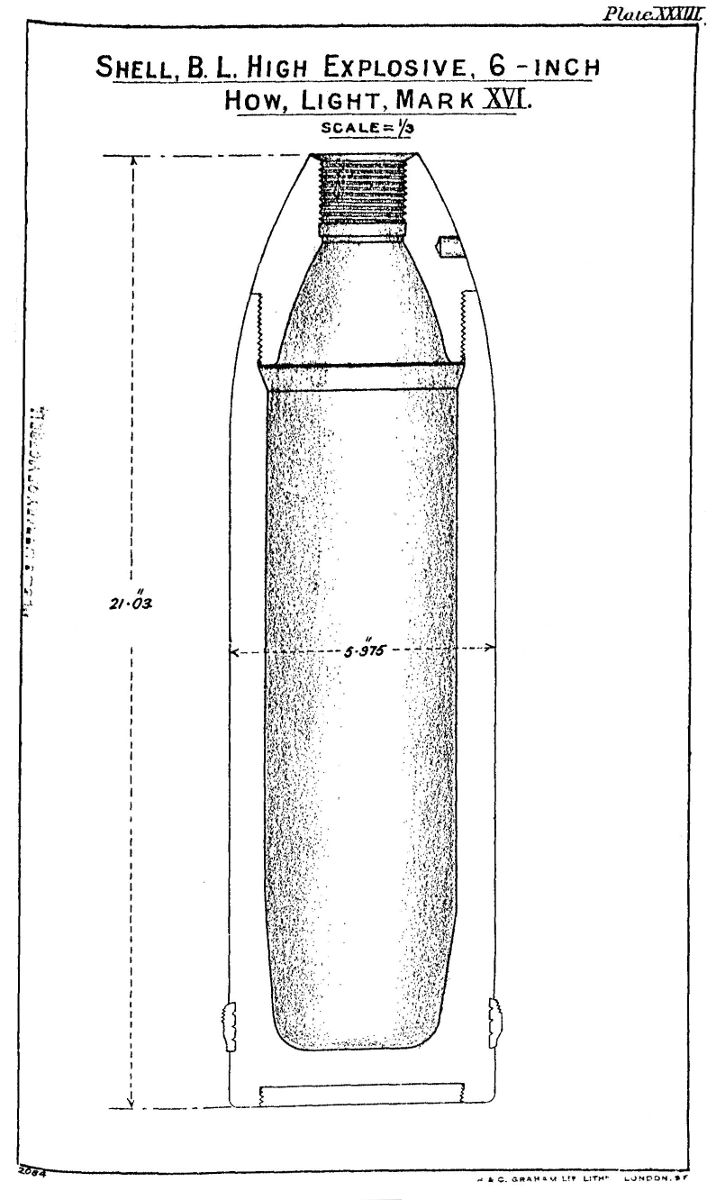
100磅高爆弹Mark XVI

### 同时期其他国家的对应武器
- 法国：施耐德M1917式155mm榴弹炮
- 德国：<a href="./SFH 13榴彈砲" rel="mw:WikiLink" data-linkid="250" data-cx="{&amp;quot;adapted&amp;quot;:false,&amp;quot;sourceTitle&amp;quot;:{&amp;quot;title&amp;quot;:&amp;quot;15 cm sFH 13&amp;quot;,&amp;quot;thumbnail&amp;quot;:{&amp;quot;source&amp;quot;:&amp;quot;https://upload.wikimedia.org/wikipedia/commons/thumb/9/9f/Brantford_Ontario_15-cm-sFH-13-L14-1.jpg/80px-Brantford_Ontario_15-cm-sFH-13-L14-1.jpg&amp;quot;,&amp;quot;width&amp;quot;:80,&amp;quot;height&amp;quot;:60},&amp;quot;description&amp;quot;:&amp;quot;Heavy{{Dead link}} field howitzer&amp;quot;,&amp;quot;pageprops&amp;quot;:{&amp;quot;wikibase_item&amp;quot;:&amp;quot;Q191038&amp;quot;},&amp;quot;pagelanguage&amp;quot;:&amp;quot;en&amp;quot;},&amp;quot;targetFrom&amp;quot;:&amp;quot;label&amp;quot;}" class="cx-link" id="mwhg" title="SFH 13榴彈砲">15cm重型野战榴弹炮13型</a>
- 俄国：M1910式152mm榴弹炮

## 传记
- Dale Clarke, British Artillery 1914-1919. Heavy Artillery. Osprey Publishing, Oxford UK, 2005 ISBN 978-1-84176-788-8
- General Sir Martin Farndale, History of the Royal Regiment of Artillery. Western Front 1914-18. London: Royal Artillery Institution, 1986. ISBN 978-1-870114-00-4ISBN 978-1-870114-00-4
- I.V. Hogg & L.F. Thurston, British Artillery Weapons & Ammunition 1914-1918. London: Ian Allan, 1972. ISBN 978-0-7110-0381-1ISBN 978-0-7110-0381-1